# Hevesi András
Hevesi András, született Székely Andor Mihály (Budapest, 1901. december 3. – Épinal, 1940. július 3.) magyar író, tárcaíró, újságíró, műfordító, Szerb Antal és Halász Gábor közeli kortársa.

## Élete
Apja Székely Mihály (1869–1907), a Magyar Kereskedelmi Részvénytársaság igazgatója, anyja Oesterreicher Magdolna (1880–1934) volt. Édesanyja 1915 márciusában Hevesi Sándor felesége lett, aki a gyermeket – már 1907-ben – örökbe fogadta és nevére vette. Hevesi kimagasló jómódban nőtt fel a Szabadság tér környékén, ez a környezet sokszor tárcáiban is visszaköszön. Tanulmányait Budapesten és – a numerus clausus idején – Párizsban végezte, majd újságíró lett. A 8 Órai Újság párizsi tudósítója volt, azután hazatérve a Budapesti Hírlap szerkesztőségében dolgozott, mégpedig egy szobában (a Dühöngőben) Illés Endrével. Műfordítói tevékenysége mellett (többek között Flaubert-től, du Gard-tól is fordított) a Nyugatban is publikált.

## Irodalmi munkássága és halála
Önálló kötettel viszonylag későn, a halála előtt néhány évvel, a harmincas évek második felében jelentkezett. Ekkor közölte Párizsi eső című regényét, amelynek háttereként az 1920-as évek elejének párizsi emigrációja szolgál. A regény főszereplője bumfordi lelkesedéssel vág bele külföldi tartózkodásába, de hamarosan gyökértelennek érzi magát a francia fővárosban. Zavaros diákéletének részét képező kóborlásai során összeakad Turauskasszal, a litván emigránssal, akiben saját torzképét fedezi fel. A könyv sikere után az egyik legtehetségesebb regényíróként emlegették. A regényre 1937-ben, Radnóti Miklóssal egy évben, Baumgarten-díjat kapott.
A számításokkal ellentétben azonban Hevesit a pályája nem a kiérlelt írói lét felé vezette. Önéletrajzi írásai szerint magánélete szinte egész élete során rendezetlen volt, kortársai jóindulatú „szörnyetegnek” tartották, aki nehezen tudott közeli kapcsolatokat kialakítani. A harmincas évek vége felé ezen kívül egyre jobban aggasztotta a hitleri Németország megerősödése, az Anschluss után emigrációra szánta el magát.
Közvetlenül távozását megelőzően írta meg Irén című regényét, amelyben a magánélet félreértéseit és a politikai fenyegetettség életérzését ötvözi. A zavaros külső és belső viszonyoknak, valamint sietségének köszönhetően voltaképpen soha nem dolgozta ki a végleges formáját, amire utalásokat is tesz a szövegben, így a regény különös átjárást mutat az irodalmi mű és a szerző mindennapi életének dokumentuma között. Mégis, a polgári háttérrel rendelkező éretlen felnőtt viszontagságainak egyik leghűbb tanúságát adja benne; ennyiben – bár életműve a modern francia irodalom erős hatásáról is tanúskodik – a Thomas Mann-i vagy Szerb Antal-i irányvonal radikálisabb képviselőjének is tekinthető. Formai hiányosságai miatt ugyanakkor a kritika nem értékelte nagyra Hevesi második regényét, s az irodalomtörténeten kívül a mai napig kevesen tartják számon.
A könyvben is említett elhatározásának megfelelően Hevesi 1939-ben Franciaországba távozott, ahol beállt a francia hadseregbe, hogy önkéntes katonaként a nácik ellen harcoljon. Testes alkatát tekintve mindazonáltal ez nem annyira fizikai erőnlétéből, mint inkább érzelmi elhivatottságából következett, s az egyik korai német támadás során, 1940 nyarán elesett a lotaringiai harcmezőn. Hősi halottá nyilvánították, és a második világháború befejezése után, 1945-ben posztumusz lovaggá avatták.
Jóllehet a szocializmus évtizedei alatt állandóan bírálat érte, amiért nem kritizálta elég erősen a polgári-liberális kapitalista viszonyokat, halála óta a Párizsi eső számtalan kiadást ért meg, az Irént és tárcáit pedig egy kötetben, 1980-ban adta ki a Szépirodalmi Kiadó. 1984-ben A gonoszság dicsérete címmel recenzióiból is gyűjteményes kötet jelent meg.

## Művei

### Önálló kötetek
- A magyar vonatkozású francia színdarabok bibliografiája; szerzői, Budapest, 1929 (különlenyomat a Magyar Könyvszemléből)
- Párisi eső; Cserépfalvi, Budapest, 1936
- Irén; Cserépfalvi, Budapest, 1938
- A gonoszság dicsérete. Cikkek, tárcák, bírálatok; szerk., utószó Székely Sz. Magdolna; Magvető, Budapest, 1984
- Irén; vál., sajtó alá rend., tan. Petrányi Ilona; Szépirodalmi, Budapest, 1980 (a regény mellett a szerző önéletrajzi tárcáit is tartalmazza)

### Fordításai
- Rachilde: A nőstényfarkasok lázadása [Meneur de louves]; Genius, Budapest, 1923 (A regényírás művészei, 39–40.)
- Gustave Flaubert: Három mese; ford. Hevesi András, Lányi Viktor, Zolnai Béla; Genius, Budapest, 1924
- Pierre Benoit: A zöld sziget [L'île verte]; Franklin, Budapest, 1934 kör.
- Louis-Ferdinand Céline: Utazás az éjszaka mélyére [Voyage au bout de la nuit]; Nova, Budapest, 1934
- André Maurois: A textilgyáros [Bernard Quesnay]; Cserépfalvi, Budapest, 1934
- Louis Aragon: A bázeli harangok [Les cloches de Bâle]; Cserépfalvi, Budapest, 1935 (a szerző Való világ – Monde réel c. regényciklusának 1. része)
- Maurice Dekobra: Festett szájak uccája [Rue des bouches peintes]; Nova, Budapest, 1935
- Jean Schlumberger: A családfő [Saint-Saturnin]; Franklin, Budapest, 1935 (Külföldi regényírók)
- Evelyn Waugh: Egy marék por; Athenaeum, Budapest, 1935
- Aldous Huxley: Két vagy három grácia. Spencer bácsi; Franklin, Budapest, 1936 (Külföldi regényírók)
- Thomas Mann: Mesterek szenvedése és nagysága; ford. Hevesi András, Keszi Imre, Sárközi György, Cs. Szabó László; Athenaeum, Budapest, 1936
- Jacques Bainville: Napoleon; Athenaeum, Budapest, 1937
- Aldous Huxley: A vak Sámson 1-2. [Eyeless in Ghaza]; előszó Cs. Szabó László; Franklin, Budapest, 1937 (Külföldi regényírók)
- Albert Gervais: Nehéz orvosnak lenni Kínában [Esculape en Chine]; Singer és Wolfner, Budapest, 1938
- Roger Martin du Gard: Egy lélek története 1–2. [Jean Barois]; Franklin, Budapest, 1939 (Külföldi regényírók)
- Virginia Woolf: Évek 1–2. [The Years]; bev. Schöpflin Aladár; Franklin, Budapest, 1940
- Thomas Mann: Freud. Két tanulmány; Freud és a jövő, ford. Hevesi András, Freud helye a szellemtörténetben, ford. Vas István; Officina, Budapest, 1947 (Officina könyvtár, 92.)

### Művei idegen nyelven
- Pluie de Paris – roman [Párizsi eső]; franciára ford. Judith Karinthy, Pierre Karinthy, előszó François Fejtö [Fejtő Ferenc]; Éd. des Syrtes, Paris, 1999
- Pariska kiša. Roman [Párizsi eső]; latin betűs szerbre ford. Marko Čudić; Forum, Novi Sad [Újvidék], 2012
- Irén; olaszra ford. Adriano Olivari; CreateSpace Independent Publishing Platform, 2017

## Külső hivatkozások
- A Párizsi eső a Magyar Elektronikus Könyvtár oldalán
- Az Irén a Magyar Elektronikus Könyvtár oldalán